# Fiq

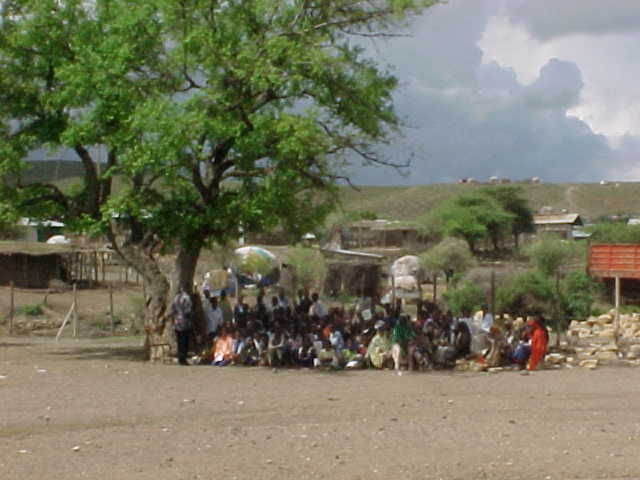
Zentralmarkt von Fiq, Äthiopien

Fiq (auch Fiiq oder Fik) ist eine Stadt in der Somali-Region Äthiopiens. Sie ist Hauptstadt der Fiq-Zone und liegt im Gebiet der Somali vom Clan der Ogadeni-Darod.
Nach Angaben der Zentralen Statistikagentur Äthiopiens für 2005 hatte Fiq 12.991 Einwohner. 1997 waren von 8.656 Bewohnern 99,03 % Somali.
Im Ogadenkrieg wurde Fiq früh von der somalischen Armee und der WSLF eingenommen. Nach dem Fall von Jijiga diente es als Ausgangspunkt für Angriffe gegen Harar von Süden her, die diese bedeutende Stadt zusammen mit Angriffen aus nördlicher Richtung in die Zange nehmen sollten. Trotz unerwartet starken Widerstands von somalischer Seite eroberten äthiopische Truppen mit kubanischer Unterstützung Fiq bis zum 8. März 1979 zurück.
Seit 2007 hat sich der Somali-Region der Konflikt zwischen der separatistischen Ogaden National Liberation Front (ONLF) und der äthiopischen Armee verschärft, Fiq gehört zu den betroffenen Gebieten. Im September 2007 verwehrten die Behörden der belgischen Sektion der Ärzte ohne Grenzen, die Medikamente nach Fiq bringen wollte, den Zugang zur Stadt.